# Tschiffeli (Patrizierfamilie)

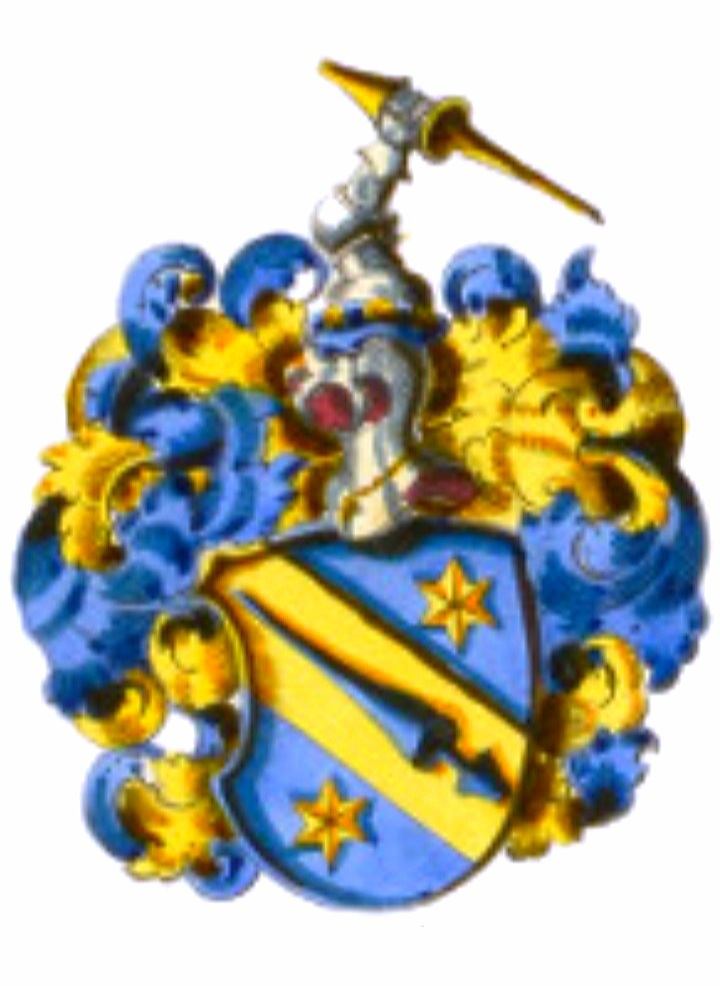
Wappen der Tschiffeli aus Biel

Die Tschiffeli ([dʒiˌfɛliˈ], auch Tschiffely, Tschiffély, frz. Chiffelle) waren eine aus Biel stammende Berner Patrizierfamilie, die seit 1595 das Burgerrecht der Stadt Bern besass und in Bern 1897 im Mannesstamm erlosch.
Die Tschiffeli stellten zahlreiche Mitglieder des Grossen Rats und Landvögte und besassen zeitweise die Herrschaft Bümpliz (Altes Schloss Bümpliz und Neues Schloss Bümpliz), den Werdthof, den Landsitz Hunziken und den Kleehof in Kirchberg.
Von der Option des Berner Grossratsbeschlusses von 1783, welcher allen regimentsfähigen Geschlechtern das Führen des Adelsprädikats „von“ freistellte, wurde kein Gebrauch gemacht.

## Personen
Zweig Kaufleuten
- Niklaus Tschiffeli (1598–1638), Mitglied des Grossen Rats, Landvogt zu Grandson
- Samuel Tschiffeli (1626–1679), Mitglied des Grossen Rats, Schultheiss zu Büren an der Aare
- Petermann Tschiffeli (1629–1679), Mitglied des Grossen Rats, Landvogt zu Aarberg, Besitzer des Werdthofs
- Gabriel Tschiffeli (1661–1733), Mitglied des Grossen Rats, Spitalmeister, Bauherr zu Burgern
- Daniel Tschiffeli (1664–1730), Buchhändler, obrigkeitlicher Buchdrucker
- David Tschiffeli (1658–1730), Mitglied des Grossen Rats, Gerichtschreiber, Landvogt zu Romainmôtier, Landvogt zu Chillon
- Gottlieb Tschiffeli (1658–1730), Mitglied des Grossen Rats, Gubernator zu Bonmont, Landvogt zu Oberhofen, Sechzehner
- Daniel Tschiffeli (1658–1730), Mitglied des Grossen Rats, Landvogt zu Aarberg, Mitglied des Kleinen Rats, Zeugherr, Bauherr vom Rat, Herr zu Bümpliz
- Franz Emanuel Tschiffeli (1681–1729), Mitglied des Grossen Rats, Besitzer des Landguts Hunziken
- Johann Rudolf Tschiffeli (1716–1780), Oberchorgerichtsschreiber, Mitbegründer der Ökonomischen Gesellschaft in Bern, Besitzer des Kleeguts in Kirchberg
- Achilles Herkules Emanuel Tschiffeli (1737–1802), Brigadier, Verwalter des Aussenkrankenhauses

Zweig Mittellöwen
- Hans Heinrich Tschiffeli (1620–1677)[4], Mitglied des Grossen Rats, Kastlan zu Frutigen

## Wappen
Blasonierung: In Blau, begleitet von zwei sechsstrahligen, goldenen Sternen ein goldener Rechtsschrägbalken, belegt mit einer blauen Turnierlanze.

## Archive
- Stammbuch Niklaus Tschiffeli (1618–1619), Mss.h.h.XVI.87 im Katalog der Burgerbibliothek Bern
- Streubestände im Katalog der Burgerbibliothek Bern